# Decanus
Decanus înseamnă „șeful celor zece” în latină târzie. Termenul își are originea în armata romană și a fost folosit ulterior pentru funcționarii subalterni din Imperiul Bizantin, precum și pentru diferite poziții în Biserică, de unde derivă titlul din Biserica Anglicană de „decan”. Nu are legătură cu poziția de diacon (latină diaconus, greacă διάκονος).

## Istorie și funcții
Decanul era inițial conducătorul unui contubernium de 10 oameni, care era format dintr-o echipă de opt soldați, parte ai unei legiuni, care locuiau în același cort, plus cele două persoane de ajutor ai contuberniumului non-combatanți (sclavi, ingineri, cărăuși etc.). Titlul nu trebuie confundat cu decurio, care era un titlu dat funcționarilor civici și conducătorilor de 30 de escadroane (turmae) de cavalerie. Decanus este echivalent cu rangul dekarchos („comandantul celor zece”) în textele grecești.
Din secolul al IV-lea d.Hr., termenul decanus a început să fie folosit pentru solii palatului, în special pentru cei aflați în slujba împărăteselor romane. Se pare că decani au servit și ca paznici de porți, iar în secolul al VI-lea, Ioan Lydus îi echivalează cu vechii lictori. În lista Klētorologion a lui Philotheos din 899, decanus (transcris în greacă ca δεκανός, dekanos) era un funcționar de nivel mediu, slujind sub protasekretis. Conform cărții de la mijlocul secolului al X-lea De Ceremoniis a împăratului Constantin al VII-lea Porfirogenet (care a domnit între 913–959), un decanus era „responsabil de actele imperiale” când împăratul bizantin era în campanie. Dovezile sigilografice pentru dekanoi bizantini sunt relativ rare, deși unele sunt descrise în manuscrise iluminate, unde aspectul lor variază considerabil, în acord cu funcțiile lor diverse și schimbătoare.
În Biserica Creștină, termenul a intrat în uz în mănăstiri pentru șefii grupurilor de zece alți călugări, pentru funcționarii subalterni de rang inferior ai Patriarhiei de Constantinopol și pentru fossores ecleziastici („groparii”).